# Lamar Hunt U.S. Open Cup 2004
La Lamar Hunt U.S. Open Cup 2004 è stata la novantunesima edizione della coppa nazionale statunitense. È iniziata il 2 giugno 2004 e si è conclusa il 22 settembre dello stesso anno.
Il torneo è stato vinto per la prima volta dal K.C. Wizards che ha battuto in finale il Chicago Fire per 1-0.

## Squadre partecipanti

### MLS
- Chicago Fire
- Colorado Rapids
- Columbus Crew
- Dallas Burn
- D.C. United
- L.A. Galaxy
- K.C. Wizards
- N.E. Revolution
- MetroStars
- S.J. Earthquakes

### A-League
- Atlanta Silverbacks
- Charleston Battery
- Minnesota Thunder
- Portland Timbers
- Richmond Kickers
- Rochester Rhinos
- Syracuse Salty Dogs
- Virginia Beach Mariners

### United Soccer Leagues Second Division
- Charlotte Eagles
- New Hampshire Phantomas
- Wilmington Hammerheads
- San Diego Gauchos
- Western Mass Pioneers
- Utah Blitzz

### PDL
- Bould Rapids Reserves
- Carolina Dynamo
- Cape Code Crusaders
- Cocoa Expos
- Chicago Fire Reserves
- DFW Tornados
- Spokane Shadow
- South Jersey Barons

### USASA
- Allied SC
- Azzurri FC
- Bavarian SC
- Chico Roots
- Greek American AA
- Legends FC
- SAC Wisla
- Sacramento Knights

## Date
| Turno            | Data                 |
| ---------------- | -------------------- |
| Primo turno      | 2-8 giugno 2004      |
| Secondo turno    | 15-21 giugno 2004    |
| Terzo turno      | 30 giugno 2004       |
| Quarto turno     | 14-20-21 luglio 2004 |
| Quarti di finale | 4 agosto 2004        |
| Semifinali       | 24-25 agosto 2004    |
| Finale           | 22 settembre 2004    |

## Secondo Turno
| Squadra 1           | Risultato       | Squadra 2               |
| ------------------- | --------------- | ----------------------- |
| Chicago Reserves    | 5 - 1           | New Hampshire Phantomas |
| Charlotte Eagles    | 2 - 4           | Carolina Dynamo         |
| DFW Tornados        | 0 - 2           | Virginia Beach Mariners |
| Syracuse Salty Dogs | 4 - 2           | South Jersey Barons     |
| Sacramento Knights  | 0 - 3           | Utah Blitzz             |
| Cape Code Crusaders | 3 - 2           | Western Mass Pioneers   |
| Cocoa Expos         | 0 - 3           | Wilmington Hammerheads  |
| San Diego Gauchos   | 0 - 0 (4-5 dtr) | Boulder Rapids Reserves |

## Terzo Turno
| Squadra 1               | Risultato   | Squadra 2          |
| ----------------------- | ----------- | ------------------ |
| Cape Code Crusaders     | 0 - 1 (dts) | Richmond Kickers   |
| Atlanta Silverbacks     | 3 - 2 (dts) | Carolina Dynamo    |
| Virginia Beach Mariners | 0 - 2       | Dallas Burn        |
| Boulder Rapids Reserve  | 1 - 2 (dts) | Minnesota Thunder  |
| Chicago Fire Reserves   | 0 - 1       | Rochester Rhinos   |
| Wilmington Hammerheads  | 0 - 2       | Charleston Battery |
| Syracuse Salty Dogs     | 1 - 2       | Columbus Crew      |
| Portland Timbers        | 2 - 1       | Utah Blittz        |

## Quarto Turno
| Squadra 1        | Risultato       | Squadra 2           |
| ---------------- | --------------- | ------------------- |
| S.J. Earthquakes | 3 - 0           | Portland Timbers    |
| Rochester Rhinos | 1 - 1 (3-1 dtr) | N.E. Revolution     |
| K.C. Wizards     | 4 - 1           | Atlanta Silverbacks |
| L.A. Galaxy      | 0 - 1           | Minnesota Thunder   |
| Colorado Rapids  | 0 - 3           | Dallas Burn         |
| Chicago Fire     | 2 - 1 (dts)     | Columbus Crew       |
| MetroStars       | 0 - 1           | Charleston Battery  |
| D.C. United      | 1 - 2 (dts)     | Richmond Kickers    |

## Quarti di finale
| Squadra 1          | Risultato       | Squadra 2         |
| ------------------ | --------------- | ----------------- |
| Dallas Burn        | 0 - 4           | K.C. Wizards      |
| S.J. Earthquakes   | 2 - 2 (5-4 dtr) | Minnesota Thunder |
| Chicago Fire       | 1 - 0           | Richmond Kickers  |
| Charleston Battery | 1 - 0           | Rochester Rhinos  |

## Semifinali
| Squadra 1        | Risultato   | Squadra 2          |
| ---------------- | ----------- | ------------------ |
| S.J. Earthquakes | 0 - 1       | K.C. Wizards       |
| Chicago Fire     | 1 - 0 (dts) | Charleston Battery |

## Finale
| Arbitro: | Terry Vaughn |

|  |           |                |
|  | Marcatori | 95’ Simutenkov |